# Mecistoptera lithochroa
Mecistoptera lithochroa är en fjärilsart som beskrevs av Lown 1903. Mecistoptera lithochroa ingår i släktet Mecistoptera och familjen nattflyn. Inga underarter finns listade i Catalogue of Life.